# Bitva o Makin
Bitva o atol Makin byla bitva svedená mezi USA a Japonským císařstvím za druhé světové války na pacifickém bojišti mezi 20. až 23. listopadem 1943. Byla součástí operace amerického námořnictva proti Gilbertovým ostrovům s krycím názvem „operace Galvanic”. Kromě atolu Makin byly během této operace obsazeny také atoly Tarawa a Abemama.

## Bitva
Ostrov Butaritari, na němž se nacházela většina japonských vojáků v oblasti atolu Makin, překladiště a základna hydroplánů, se stal hlavním cílem útoku. Laguna atolu Makin sloužila jako kotviště. Na Butaritari se kromě přibližně 400 mužů bojových jednotek nacházelo také 414 dělníků. Proti nim stál americký 165. pluk 27. pěší divize, který čítal 6472 mužů. Podporu zajišťoval svaz amerického námořnictva. 20. listopadu ráno se američtí pěšáci začali naloďovat na vyloďovací plavidla a do obojživelných vozidel LVT-1. Během toho na ostrov útočily americké letouny a japonská postavení bombardovala lodní děla. Američané se vylodili na dvou plážích, a to na Červené (západní) a Žluté (severní). Během vyloďování padlo z japonské strany jen několik výstřelů, protože většina obránců byla stažena ve středu ostrova. Na Červené pláži se vylodily i tanky M3 Stuart 193. tankového praporu. I přes ohromnou přesilu padlo poslední japonské postavení na ostrově až 23. listopadu. Velitel 165. pluku během bitvy padl. Následujícího dne, 24. listopadu, japonská ponorka I-157 torpédovala a potopila americkou eskortní letadlovou loď USS Liscome Bay, která byla součástí námořního sboru u Makinu. Bitva o ostrov samotný stála Američany 66 mrtvých a 185 raněných mužů. Při potopení Liscome Bay a během požáru dělostřelecké věže na USS Mississippi zahynulo 697 námořníků a 291 jich bylo raněno. Na straně Japonců bylo 395 padlých, 17 japonských vojáků a 129 korejských dělníků bylo zajato.